# James Ihedigbo
James Ugochu Ihedigbo (Northampton, 3 dicembre 1983) è un giocatore di football americano statunitense che ha giocato nel ruolo di safety per i Detroit Lions della National Football League (NFL). Al college ha giocato a football all’Università del Massachusetts.

## Carriera professionistica

### New York Jets
Dopo non essere stato scelto nel Draft NFL 2007, Ihedigbo firmò coi New York Jets ma perse tutta la sua prima stagione a causa di un infortunio subito in una gara di pre-stagione. Debuttò nella NFL il 1º novembre 2008 contro i Buffalo Bills, terminando quella stagione con 8 presenze e 8 tackle. Il 13 novembre 2009, contro i Tampa Bay Buccaneers, Ihedigbo mise a segno il suo primo sack sul quarterback Josh Freeman. Nella stagione successiva, l'ultima ai Jets, James totalizzò 22 tackle e 3 sack.

### New England Patriots
Dopo che i Jets non gli rinnovarono il contratto, James si accasò ai New England Patriots dove, nella stagione regolare, giocò dodici gare come titolare e mise a segno un primato in carriera di 69 tackle. I Patriots arrivarono fino al Super Bowl XLVI dove furono sconfitti dai New York Giants. Il 31 agosto 2012 fu svincolato.

### Baltimore Ravens
Il 2 settembre 2012, Ihedigbo firmò coi Baltimore Ravens. Nella stagione regolare disputò tutte le 16 gare, 3 delle quali come titolare, con 25 tackle e un sack. Grazie alla vittoria sulla sua ex squadra, i Patriots, nella finale della AFC, Ihedigbo coi Ravens si qualificò per il secondo Super Bowl consecutivo, questa volta vincendolo contro i San Francisco 49ers.
Nella settimana 10 della stagione 2013, Ihedigbo mise a segno due intercetti su Andy Dalton dei Cincinnati Bengals contribuendo alla vittoria della sua squadra ai supplementari.

### Detroit Lions
Il 24 marzo 2014, Ihedigbo firmò un contratto biennale coi Detroit Lions.

## Palmarès
- Super Bowl : 1

Baltimore Ravens: Super Bowl XLVII
- American Football Conference Championship: 2

New England Patriots: 2011
Baltimore Ravens: 2012

## Statistiche
| Tackle totali | 204 |
| Sack          | 6,0 |
| Intercetti    | 3   |

Statistiche aggiornate alla stagione 2013